# Jean Brunier
Jean Batiste Brunier-Coulin, född 5 september 1896 i Paris, död där 23 juni 1981, var en fransk tävlingscyklist. Han blev fransk mästare i linjelopp 1922 och vann Paris–Bourges 1923. På bana blev han fransk mästare i stayer 1927. 1924 och 1925 satte han nya timrekord med motorpace (och slog även rekorden på 10 och 100 kilometer).

## Meriter
| 1920 6:a i Circuit de Paris 1921 5:a i Circuit de Paris 8:a i Paris–Nancy 1922 Fransk mästare i linjelopp 2:a i Flandern runt 2:a i Circuit de Paris 4:a i Paris–Tours 1923 Vinnare av Paris–Bourges Vinnare av Paris–Soissons 2:a i Polymultipliée 5:a i Circuit de Paris 6:a i individuellt tempolopp vid Franska mästerskapen | 1927 Fransk mästare i stayer 4:a i Paris sexdagars med André Mouton |